# Goodnight Saigon
Singles de Billy Joel
Allentown
(1982) Tell Her About It
(1983)
Goodnight Saigon est une chanson écrite, composée et interprétée par Billy Joel, enregistrée au printemps 1982 et parue sur l'album The Nylon Curtain, en septembre de la même année. Elle est extraite en single en février 1983.
Elle traite de la guerre du Vietnam et dépeint la situation et l'attitude du Corps des Marines des États-Unis en commençant par leur formation militaire à Parris Island, puis dans différents aspects du combat au Vietnam.

## Classements hebdomadaires
| Classement (1983-1984)                 | Meilleure position |
| -------------------------------------- | ------------------ |
| Belgique (Flandre Ultratop 50 Singles) | 1                  |
| États-Unis (Billboard Hot 100)         | 56                 |
| Pays-Bas (Nederlandse Top 40)          | 1                  |
| Pays-Bas (Single Top 100)              | 1                  |
| Royaume-Uni (UK Singles Chart)         | 29                 |